# Kinyongia asheorum
Kinyongia asheorum là một loài thằn lằn trong họ Chamaeleonidae. Loài này được Necas, Sindaco, Korený, Kopecná, Malonza & Modrý mô tả khoa học đầu tiên năm 2009.